# Симболень
Симболень, Симболені (рум. Sâmboleni) — село у повіті Клуж в Румунії. Входить до складу комуни Кемерашу.
Село розташоване на відстані 305 км на північний захід від Бухареста, 38 км на схід від Клуж-Напоки.

## Населення
За даними перепису населення 2002 року у селі проживали 699 осіб.
Національний склад населення села:
| Національність | Кількість осіб | Відсоток |
| -------------- | -------------- | -------- |
| румуни         | 614            | 87,8%    |
| цигани         | 83             | 11,9%    |

Рідною мовою назвали:
| Мова      | Кількість осіб | Відсоток |
| --------- | -------------- | -------- |
| румунська | 674            | 96,4%    |
| циганська | 23             | 3,3%     |